# Geographeninsel
Die Geographeninsel ist eine kleine Insel im Archipel der Südlichen Shetlandinseln. Sie liegt in der Geographers Cove im Südwesten der Fildes-Halbinsel von King George Island.
Deutsche Wissenschaftler benannten sie in Anlehnung an die Benennung der Bucht, in der sie liegt.